# Садъ (группа)
Садъ — рок-группа из Бреста, основанная Владимиром Серафимовым и Виталием Кунцем в 1990 году. Представители белорусского рока. Автор песен и лидер группы — Владимир Серафимов.

## История группы
В 1991 году группа в составе Владимира Серафимова, Виталия Кунца и Анатолия Харитонова на студии звукозаписи Брестского педагогического института записала свой дебютный альбом «Меланхолия». На «Пед-Студио» были записаны ещё два неофициальных альбома — «Вивисекция» и «Садъ и змей», песни из которых были признаны брестскими меломанами.

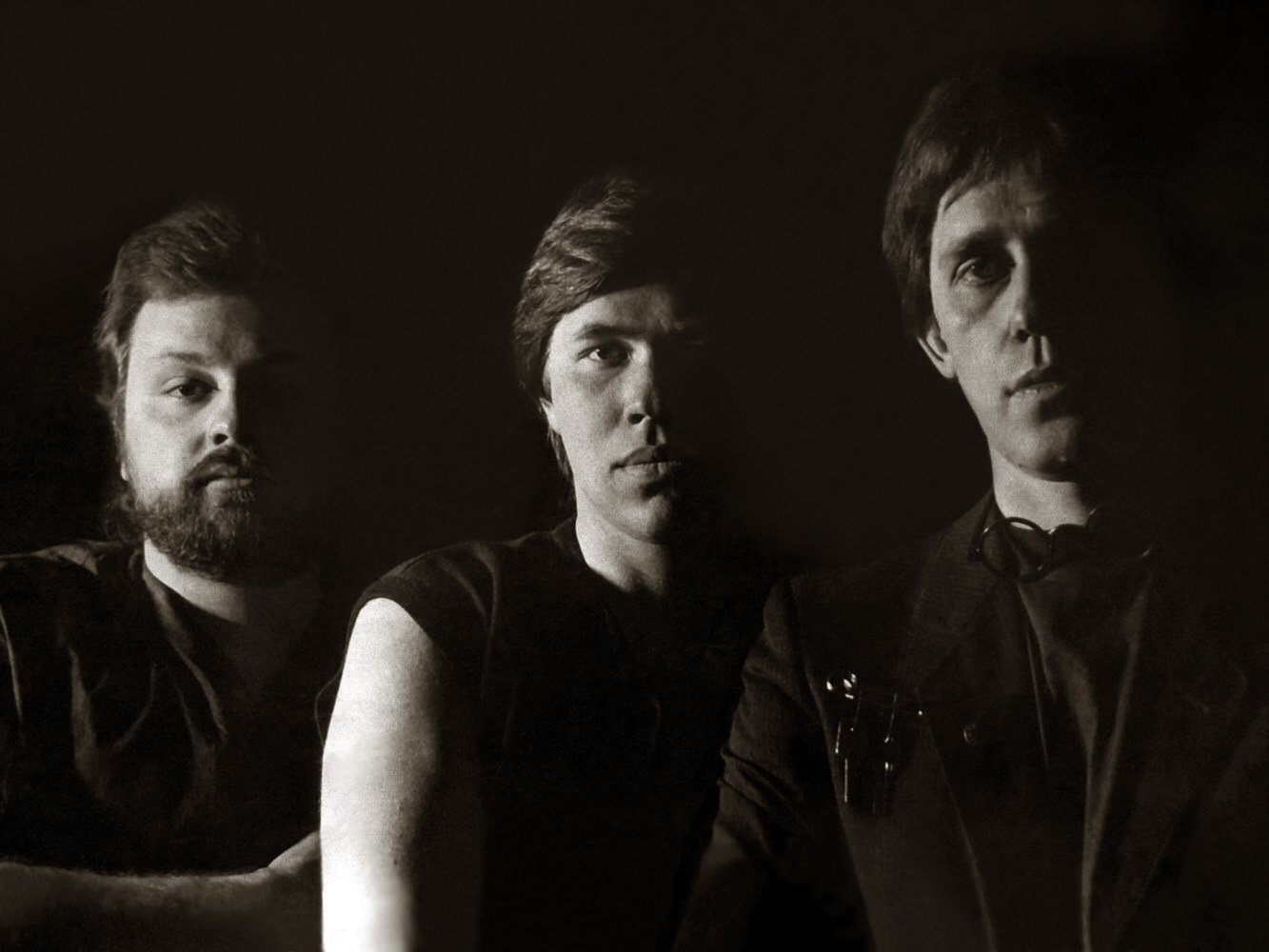
Садъ. 1990 год

В 1992 году на этой же студии участники группы записали альбом «МеланхоЛИЧНЫЙ САДЪизм», куда вошли песни из альбомов «Вивисекция» и «Садъ и змей».
В 1995 году музыканты переехали в студию «Green House», которая находилась в Брестском парке имени Первого мая в деревянном зелёном домике. Здесь проходили репетиции, и писались новые песни.
В том же 1995 году в зелёном домике были записаны альбомы «Помойка» и «Чай хана…», а песня «Три патрона» стала едва ли не гимном брестских «неформалов».
В 1996 году к участникам присоединился аккордеонист и тромбонист Алексей Козлов. Группа записывает новый альбом «Мы пред врагом не спустили…». Позднее минская музыкальная фирма «Vigma» выпустила его в виде кассеты.
В 1997 году на альбом появились положительные рецензии в минской «Музыкальной газете», в брянской газете «OR» и в питерском журнале «Fuzz».

Не хотелось бы впадать в патетический восторг, но, честно говоря, давно не было слышно ничего подобного.— Елена Вишня. Журнал Fuzz
В 1998 году музыканты приняли участие во Всероссийском рок-фестивале
«Rock-Line» в Кунгуре, где стали победителями. Вскоре «Садъ» записал свой новый альбом «С котомъ по эту сторону окна». Группу пригласили на гастроли в Москву и в Киев. Песня «Баллада о гордом рыцаре» стала «хитом» киевского «Gala Radio» и минского «Радио Би-Эй». В то время в группу пришла флейтистка Марина Карпук.
В 1999 году аккордеонист Александр Котович заменил Алексея Козлова. Записывается альбом «ЗооСадЪ».
К зиме 2004 года на московской фирме грамзаписи «Никитин» вышел очередной альбом «Паутинка в небо», который получил широкое признание. Еще до выхода официального альбома некоторые песни прозвучали на белорусских радиостанциях. Премьера песни («Песня не та») прошла в программе Олега Нестерова «Гарсон № 2» на «Нашем  радио». Группа стала появляться на телевидении. На песни альбома были сняты клипы. 21 ноября 2004 года в Москве в большом зале Центрального дома журналиста прошла презентация альбома «Паутинка в небо», где «Садъ» и группа «Монгол Шуудан» дали концерт.
2005 год. В компании «Мистерия звука» началось переиздание всей дискографии «Садъ’а». Выпущен в свет концертный альбом «Да пришли вы все …» .
В апреле 2006 года в московских клубах «Кризис жанра», «Unplugged Cafe», «Последние деньги» прошли презентации альбома «Перекурчик в деревенском кабаре».
Песни группы звучали на московских радиостанциях «Наше Радио», «Радио Культура» и «Радио Maximum».
В июле 2017 года в Минске прошла презентация юбилейного альбома группы «Садъ» — «Абсентъ». Иллюстрацию для лицевой обложки предоставил известный белорусский художник Владимир Петрань. В 2019 году вышел альбом под названием «Ещё раз про любовь».

## Музыкальный стиль
Некоторые музыкальные критики считают группу настолько самобытной, что её стиль не поддаётся какому-либо определению. Сами участники в шутку обозначают свой стиль как «эт-не-панк» (это не панк). Лидер группы Владимир Серафимов в своих текстах часто обращается к основным мотивам произведений Шекспира, Пушкина, Ерофеева, Горького, Льюиса Кэрролла. Созданы песни на стихи выдающихся поэтов Саши Чёрного и Иосифа Бродского. Иронично обыгрываются цитаты из русской классики.

## Дискография
| Год  | Альбом                          |
| ---- | ------------------------------- |
| 1991 | Меланхолия                      |
| 1991 | Вивисекция                      |
| 1991 | Садъ и змей                     |
| 1992 | МеланхоЛИЧНЫЙ САДЪизм           |
| 1995 | Помойка                         |
| 1995 | Чай Хана…                       |
| 1997 | Мы Пред Врагом Не Спустили…     |
| 1998 | С Котомъ По Эту Сторону Окна    |
| 1999 | ЗооСадЪ                         |
| 2000 | Перекурчик В Деревенском Кабаре |
| 2004 | Паутинка В Небо                 |
| 2005 | Да Пришли Вы Все…               |
| 2010 | Лучшие САДЪовые Песни           |
| 2011 | Баллада О Гордом Рыцаре         |
| 2015 | Чистый Керосинъ                 |
| 2017 | Абсентъ                         |
| 2018 | 25 Лет! Четвертинка             |
| 2019 | Ещё раз про любовь              |